# Uehlfeld
Uehlfeld é um município da Alemanha, no distrito de Neustadt (Aisch)-Bad Windsheim, na região administrativa de Mittelfranken, estado de Baviera.